# ATP de Varsóvia
O ATP de Varsóvia – ou Orange Warsaw Open, na última edição – foi um torneio de tênis profissional masculino, de nível ATP International Series.
Realizado em Varsóvia, na capital da Polônia, estreou em 2008, em substituição ao ATP de Sopot, e durou uma edição. Os jogos eram disputados em quadras de saibro durante o mês de junho.

## Finais

### Simples
| Ano  | Campeão           | Vice-campeão  | Resultado |
| ---- | ----------------- | ------------- | --------- |
| 2008 | Nikolay Davydenko | Tommy Robredo | 6–3, 6–3  |

### Duplas
| Ano  | Campeões                             | Vice-campeões                  | Resultado        |
| ---- | ------------------------------------ | ------------------------------ | ---------------- |
| 2008 | Mariusz Fyrstenberg Marcin Matkowski | Nikolay Davydenko Yuri Schukin | 6–0, 3–6, [10–4] |